# Campeonato de Europa de patinaje de velocidad en línea 2016
El Campeonato de Europa de patinaje de velocidad en línea de 2016 tuvo lugar del 23 al 30 de julio de 2016, disputándose en las localidades neerlandesas de Heerde (las pruebas de pista y ruta) y de Steenwijk (la prueba de maratón). Fue la cuarta ocasión en la que Países Bajos organizó el campeonato, tras la edición de 2004, 2011 y 2013.

## Mujeres
| Distancia                   | Oro                                                                                | Plata                                                                                  | Bronce                                                                       |
| Pista                       | Pista                                                                              | Pista                                                                                  | Pista                                                                        |
| --------------------------- | ---------------------------------------------------------------------------------- | -------------------------------------------------------------------------------------- | ---------------------------------------------------------------------------- |
| 200 m Sprint                | Sandrine Tas                                                                       | Stien Vanhoutte                                                                        | Laethisia Schimek                                                            |
| 500 m Sprint                | Laethisia Schimek                                                                  | Sheyla Posada                                                                          | Erika Zanetti                                                                |
| 1.000 m Sprint              | Francesca Lollobrigida                                                             | Mareike Thum                                                                           | Juliette Pouydebat                                                           |
| 10.000 m Puntos/Eliminación | Francesca Lollobrigida                                                             | Sandrine Tas                                                                           | Juliette Pouydebat                                                           |
| 15.000 m Eliminación        | Sandrine Tas                                                                       | Mareike Thum                                                                           | Clémence Halbout                                                             |
| 3.000 m Relevos             | Italia · Giulia Lollobrigida · Erika Zanetti · Francesca Lollobrigida              | Alemania · Mareike Thum · Laethisia Schimek · Sabine Berg · Josie Hofmann              | Francia Clémence Halbout Juliette Pouydebat Maelann Le Roux Flavie Balandras |
| Ruta                        |                                                                                    |                                                                                        |                                                                              |
| 100 m Sprint                | Laethisia Schimek                                                                  | Vanessa Bittner                                                                        | Melissa Bellet                                                               |
| 1 Vuelta                    | Erika Zanetti                                                                      | Anke Vos                                                                               | Laethisia Schimek                                                            |
| 10.000 m Puntos             | Francesca Lollobrigida                                                             | Sandrine Tas                                                                           | Irene Schouten                                                               |
| 20.000 m Eliminación        | Sandrine Tas                                                                       | Manon Kamminga                                                                         | Clémence Halbout                                                             |
| 5.000 m Relevos             | Países Bajos · Irene Schouten · Manon Kamminga · Bianca Roosenboom · Elma de Vries | Italia · Francesca Lollobrigida · Giulia Lollobrigida · Erika Zanetti · Ylenia Zanotti | Bélgica · Sandrine Tas · Anke Vos · Stien Vanhoutte                          |
| Larga distancia             |                                                                                    |                                                                                        |                                                                              |
| 42.195 m Marathon           | Katharina Rumpus                                                                   | Janita Willems-Crediet                                                                 | Maelan Le Roux                                                               |

## Hombres
| Distancia                   | Oro                                                                           | Plata                                                                       | Bronce                                                                        |
| Pista                       | Pista                                                                         | Pista                                                                       | Pista                                                                         |
| --------------------------- | ----------------------------------------------------------------------------- | --------------------------------------------------------------------------- | ----------------------------------------------------------------------------- |
| 200 m Sprint                | Simon Albrecht                                                                | Gwendal Le Pivert                                                           | Ronald Mulder                                                                 |
| 500 m Sprint                | Gwendal Le Pivert                                                             | Simon Albrecht                                                              | Ronald Mulder                                                                 |
| 1.000 m Sprint              | Gwendal Le Pivert                                                             | Bart Swings                                                                 | Kay Schipper                                                                  |
| 10.000 m Puntos/Eliminación | Fabio Francolini                                                              | Ewen Fernandez                                                              | Patxi Peula                                                                   |
| 15.000 m Eliminación        | Stefano Mareschi                                                              | Fabio Francolini                                                            | Ewen Fernandez                                                                |
| 3.000 m Relevos             | Italia · Fabio Francolini · Stefano Mareschi · Riccardo Bugari · Daniel Niero | Francia Ewen Fernandez Gwendal Le Pivert Elton De Souza Nolan Beddiaf       | Países Bajos · Rémon Kwant · Luc Ter Haar · Kay Schipper · Rick Schipper      |
| Ruta                        |                                                                               |                                                                             |                                                                               |
| 100 m Sprint                | Ioseba Fernández                                                              | Riccardo Passarotto                                                         | Simon Albrecht                                                                |
| 1 Vuelta                    | Simon Albrecht                                                                | Ioseba Fernández                                                            | Gwendal Le Pivert                                                             |
| 10.000 m Puntos             | Ewen Fernandez                                                                | Felix Rijhnen                                                               | Crispijn Ariens                                                               |
| 20.000 m Eliminación        | Bart Swings                                                                   | Riccardo Bugari                                                             | Ewen Fernandez                                                                |
| 5.000 m Relevos             | Francia Ewen Fernandez Gwendal Le Pivert Elton De Souza Nolan Beddiaf         | Países Bajos · Kay Schipper · Luc Ter Haar · Crispijn Ariens · Joris Harink | Italia · Fabio Francolini · Stefano Mareschi · Riccardo Bugari · Daniel Niero |
| Larga distancia             |                                                                               |                                                                             |                                                                               |
| 42.195 m Marathon           | Gary Hekman                                                                   | Bart Swings                                                                 | Patxi Peula                                                                   |

## Medallero
| Platz | País         | Oro | Plata | Bronce | Total |
| ----- | ------------ | --- | ----- | ------ | ----- |
| 1.    | Italia       | 8   | 4     | 2      | 14    |
| 2.    | Alemania     | 5   | 5     | 3      | 13    |
| 3.    | Bélgica      | 4   | 6     | 1      | 11    |
| 4.    | Francia      | 4   | 3     | 10     | 17    |
| 5.    | Países Bajos | 2   | 3     | 6      | 11    |
| 6.    | España       | 1   | 2     | 2      | 5     |
| 7.    | Austria      | 0   | 1     | 0      | 1     |